# Grit Breuer
Grit Breuer (Röbel, 16 de fevereiro de 1972) é uma ex-velocista alemã especializada nos 400 m rasos, campeã mundial e medalhista olímpica de atletismo. Conquistou a medalha de ouro no revezamento 4x400 m  no Campeonato Mundial de Atletismo de 1997, em Atenas, Grécia, junto com  Anke Feller, Anja Rücker e Uta Rohländer. Conquistou um total de seis medalhas em Mundiais ao ar livre – cinco delas no 4x400 m e uma, de prata, individual nos 400 m em Tóquio 1991. Foi também bicampeã mundial em pista coberta nos 400 m e no 4x400 m.
Nos Jogos Olímpicos, conquistou um bronze em Seul 1988 também no 4x400 metros, representando a então Alemanha Oriental, mas como corredora reserva, competindo apenas na eliminatória e não correndo a final; ela tinha apenas 16 anos. Em Atlanta 1996 ganhou outro bronze, desta vez representando a Alemanha e  integrando o revezamento da final.
Em 1992, Breuer foi suspensa por dois anos das competições por testar positivo para clenbuterol, um dilatador nasal também composto por esteroides anabolizantes. Em 2004, novamente foi envolvida numa controvérsia sobre doping, quando se esquivou a um exame antidoping aleatório a ser realizado pela NADA, a agência anti-doping da Alemanha.